# Niskoenergetska kuća
Niskoenergetska kuća je kuća koja troši maksimalno 30 kWh/m2god. energije za grijanje. Takve se kuće zovu i trolitarske kuće. Prema jednostavnom izračunu proizlazi da će takva kuća na grijanje trošiti otprilike 3 lit/m2god. lož ulja, 3 m3/m2god. prirodnog plina ili 6 kg/m2god. drvenih peleta. Smanjenje toplinskih gubitaka niskoenergetske kuće ostvaruje se na sljedeće načine:
- orijentacija kuće na jug
- odvajanje toplinskih zona kuće (dnevna soba prema jugu, ostave na sjever)
- kompaktna gradnja
- vrlo dobra toplinska izolacija cijelog oplošja kuće
- prozori s 3-slojnim staklom
- niskotemperaturni sustav grijanja
- kontrolirana ventilacija prostorija s rekuperacijom

Kako bi povećali dobitke energije preporuča se:
- aktivno korištenje sunčeve energije pomoću sunčevih toplovodnih kolektora (topla voda) i fotonaponskih ploča (električna struja) i
- pasivno korištenje sunčeve energije preko velikih staklenih ploha okrenutih na jug.[1]

U Njemačkoj, prema dostupnim podacima postoji preko 150 000 različitih pasivnih kuća, kako pojedinačnih domaćinstava i kuća u nizu ili manjih stambenih zgrada, što ne začuđuje jer je u Njemačkoj realiziran sustav poticanja pasivne gradnje kako na nacionalnoj, tako i na lokalnoj razini, a koji uključuje povoljne kredite i dodatne mjere poticanja.
U Austriji je tako, do sada realizirano oko tisuću pasivnih kuća, a prva u Hrvatskoj je sagrađena u Brestovju kraj Zagreba u realizaciji prof. Ljubomira Miščevića, a u vlasništvu g. Branka Mihaljeva. Ukupna cijena gradnje pokazala se 20% višom nego u slučaju klasične gradnje, a nakon isteka perioda amortizacije postignute uštede trebale bi se pokazati drastičnima. Nažalost, u sustavu poticaja stanogradnje u Hrvatskoj, osim klasičnih poreznih olakšica za sada ne postoje direktni poticaji za izgradnju ovakvih niti sličnih objekata.
Zbog velikih razlika u nacionalnim standardima, niskoenergetska kuća napravljana po standardima jedne države ne mora biti niskoenergetska po standardima druge države. U Njemačkoj niskoenergetska kuća (njem. Niedrigenergiehaus) ima ograničenje u potrošnji energije za grijanje prostorija od 50 kWh/m2 godišnje. U Švicarskoj je termin niskoenergetska kuća definiran MINERGIE standardom – za grijanje prostorija ne smije se koristiti više od 42 kWh/m2 godišnje. Trenutno se kod prosječne niskoenergetske kuću u tim državama dostiže otprilike polovica tih iznosa, odnosno između 30 kWh/m2 godišnje i 20 kWh/m2 godišnje za grijanje prostorija. U Hrvatskoj se prilikom definiranja niskoenergetske kuće uzima vrijednost od 40 kWh/m2 godišnje za grijanje prostorija (kod nas je klima povoljnija od one u Njemačkoj i Švicarskoj). Ova vrijednost bi u praksi morala na jugu biti i znatno niža zbog povoljnije klime.

## Pasivna kuća
Pasivna kuća je kuća koja troši maksimalno 15 kWh/m2god. energije za grijanje. Takve se kuće zovu i jednolitarske kuće. Prema jednostavnom izračunu proizlazi da bi takva kuća na grijanje trošila otprilike 1,5 lit/m2god. lož ulja, 1,5 m3/m2god. prirodnog plina ili 3 kg/m2god. drvenih peleta. Ovdje je bitno za naglasiti da pasivne kuće nemaju više potrebe za konvencionalnim sustavom grijanja, nego potrebu za toplinom namiruju preko složenog sustava ventilacije s rekuperacijom i dizalicom topline. Osnovne razlike između niskoenergetske i pasivne kuće su:
- vrlo debela toplinska izolacija oplošja kuće
- kontrolirana ventilacija s rekuperacijom i mogućnošću dogrijavanja
- prozori s 3-slojnim staklom punjenim plinom
- nepostojanje konvencionalnog sustava grijanja zbog vrlo niskih toplinskih gubitaka

## Energetska iskaznica zgrada
Tehničkim propisom o uštedi toplinske energije i toplinskoj zaštiti zgrada, na snazi od 30. lipnja 2006., u Republici Hrvatskoj se propisuje obveza izrade Iskaznice potrebne topline za grijanje zgrade. Taj dokument je jedan od nužnih koraka u ostvarenju sustava koji će omogućiti stvarno smanjenje potrošnje energije. Zahvaljujući obvezi imanja Energetske iskaznice zgrada, koju izrađuju certificirane ustanove, u državama Europske unije ostvarene su značajne uštede u energiji, a time i značajno smanjenje onečišćenja okoliša. 
U državama Europske unije (EU) potrošnje energije u zgradarstvu iznosi 41 % od ukupne potrošnje energije. Na prijevoz otpada 28 %, a na industriju 31 % potrošnje energije. Stoga je povećanje energetske efikasnosti u zgradarstvu jedan od najisplativijih načina smanjenja troškova za energiju kao i smanjenje štetnih emisija u okoliš. U sektoru zgradarstva leži i najveći potencijal energetskih ušteda. Dakle, u državama EU potrošnja goriva za grijanje zgrada sudjeluje s 25 % u ukupnoj emisiji CO2. Nadalje, posljednjih je godina u velikom broju zemalja EU primijećen trend porasta godišnje energetske potrošnje, pri čemu je u nekim zemljama taj porast značajan. U Grčkoj je potrošnja energije u zgradama javne namjene u 2000. godini iznosila 170 % potrošnje iz 1990. godine.
Prema planu energetskog razvoja Republike Hrvatske do godine 2010., energetski izvori bit će tekuća goriva (do 42 %), zemni plin (do 32 %), te snaga vode i ugljena (do 24 %). Očekuje se da će udio obnovljivih izvora godine 2010. porasti za 5,0 %. U ukupnoj emisiji sumpornoga dioksida (SO2) u RH energetski sektor sudjeluje s 99,1 %, u ukupnoj emisiji dušikovih oksida (NOX) s 96,7 % te u ukupnoj emisiji ugljikovog monoksida (CO) s 90,8 %.